# Crime et Châtiment (1935)
Crime et Châtiment is een Franse film van Pierre Chenal die werd uitgebracht in 1935.
Het scenario is gebaseerd op de roman Misdaad en straf (1866) van Fjodor Dostojevski.

## Verhaal
Sint-Petersburg, midden van de 19e eeuw. De arme student Rodion Raskolnikov heeft zijn studies onderbroken wegens geldgebrek. Onlangs heeft hij zijn laatste bezit, het uurwerk van zijn vader, in pand gegeven bij Aliona Ivanovna, een oude roofzuchtige pandjeshoudster. Omdat hij voor zichzelf heeft uitgemaakt dat een moord op een verwerpelijk en inferieur persoon straffeloos en zonder morele rem begaan mag worden, brengt hij wat later de woekeraarster met een bijl om het leven. Catherine Ivanovna, de brave halfzus van Aliona, verschijnt echter onverwachts ten tonele en merkt wat er is gebeurd. Raskolnikov ziet zich verplicht Catherine eveneens te vermoorden.  
Weldra dringt het bij Raskolnikov door dat hij een onschuldige persoon heeft gedood. Zijn geweten begint te knagen en hij krijgt wroeging. 

## Rolverdeling
| Acteur               | Personage                   |
| -------------------- | --------------------------- |
| Pierre Blanchar      | Rodion Raskolnikov          |
| Harry Baur           | rechter Porphyre Petrovitch |
| Madeleine Ozeray     | Sonia Semionovna            |
| Marcelle Géniat      | de moeder van Raskolnikov   |
| Lucienne Le Marchand | Dounia                      |
| Alexandre Rignault   | Razoumikhine                |
| Magdeleine Bérubet   | Aliona Ivanovna             |
| Aimé Clariond        | Loujine                     |
| Sylvie               | Catherine Ivanovna          |
| Georges Douking      | Nicolas                     |
| Catherine Hessling   | Elisabeth                   |
| Marcel Delaître      | Marmeladov                  |